# Unyo
La Unyo (雲鷹?, Un'yō, in giapponese "Poiana comune") era una portaerei di scorta classe Taiyo di costruzione giapponese, la seconda della sua tipologia, che partecipò come unità della Marina imperiale giapponese alla Guerra del Pacifico, all'interno delle vicende belliche della Seconda guerra mondiale.
Originariamente costruita come Yawagata Maru (八幡丸), una delle tre navi da carico della classe Nitta Maru costruite in Giappone alla fine degli anni trenta del XX secolo, fu trasferita alla Marina imperiale giapponese, ridesignata e convertita in portaerei di scorta nell'arsenale di Kure dal maggio al novembre 1942. La nave trascorse la maggior parte del suo servizio trasportando aerei, merci e passeggeri in varie basi nel Pacifico. La Unyo fu gravemente danneggiata da un sommergibile della United States Navy all'inizio del 1944. Scampata alla distruzione, dopo aver completato le riparazioni nel giugno di quello stesso anno, la nave riprese a trasportare aerei e merci. Durante un viaggio di ritorno da Singapore, a settembre, fu affondata dal sommergibile USS Barb.